# История Бердянска

## Предыстория
Есть археологические свидетельства, что ещё в глубокой древности на территории современного Бердянска жили люди.
Так, на окраине современного города, в урочищах Сладкий Лиман и Ближний Шпиль, были обнаружены и исследованы остатки двух поселений эпохи неолита и ранней бронзы (3 тысячелетие до н. э.).
Самые ранние письменные сведения о данной местности датируются V веком до н. э.
Территория современного Северного Приазовья описана Страбоном, Плинием Старшим и Геродотом.
В разное время эта территория носила названия: Агрия («избыточная», «изобильная»), Дикое поле, Берды («богатая»).
Новые поселения после долгого перерыва на месте нынешнего Бердянска появились в середине 16-го века в результате прихода на данную территорию запорожских козаков, которые занимались здесь рыболовством, скотоводством и пчеловодством. Позже по указу Екатерины 2-й для защиты южных рубежей России от набегов крымских татар возле устья реки Берды, в 70-х годах XVIII века, была построена Петровская крепость.
Правобережье Берды стало русским в 1783 году, после присоединения Крымского ханства к России.
В результате ликвидации Крымского ханства местность нынешнего расположения Бердянска в конце XVIII века начала интенсивно заселяться.
В 1784 году была образована Таврическая область, в 1802 году преобразованная в Таврическую губернию.
В начале XIX века экономические интересы Российской империи потребовали строительства порта на побережье Азовского моря для экспорта пшеницы за границу из Приазовья и Левобережья Днепра.

## История основания
В 1817 году генерал-губернатор Новороссийского края герцог Ришельё принял решение о строительстве Азовского порта.
Первоначально место для города было выбрано на реке Обиточной.
Строительство началось в устье реки Обиточной, где и возник город Ногайск (ныне Приморск).
Но вскоре стало ясно, что для порта это место было выбрано крайне неудачно.
В 1824 году новый генерал-губернатор, граф М. С. Воронцов, поручил адмиралу А. Грейгу снарядить экспедицию во главе с капитаном второго ранга Николаем Критским и геодезистом Манганари, которые должны были отыскать удобное место для сооружения пристани на Северном Приазовье. Осенью 1824 года Критский обследовал побережье и в рапорте на имя генерал-губернатора рекомендовал Бердянскую косу в качестве места для строительства нового порта.
В 1827 году отмежёвываются государственные земли для поселения у бердянской пристани. В этом же году на месте старых козацких пристаней началось строительство порта.

## История города

### XIX век
1 июля 1830 года прошла официальная церемония открытия новой пристани.

В 1835 году Бердянск стал городом.

В 1836 году завершено строительство порта.

Для увеличения безопасности судоплаванья, в 1838 году был построен Нижний Бердянский маяк.

В 1842 году Бердянск стал центром Бердянского уезда.
В городе открыли городскую и уездную почтовые станции.
Открылась приходская школа.

Считается что в 1843 году при раскопках кургана в окрестностях города был найден метеорит-хондрит, названный позже по имени города Бердянском.

По данным 1848 года, в городе работали 6 паровых мельниц, 3 маслобойни, макаронная и галетная фабрики, 15 рыбообрабатывающих предприятий, салотопный и свечной, 15 кирпичных и 7 черепичных заводов.
В Бердянске шла бойкая торговля, которую вели 200 зерновых магазинов-складов. 70 купеческих лавок.
Действовали также 2 гостиницы, 2 трактира, 15 винных погребов, 3 кофейни и казино.
Ежегодно проводились три большие ярмарки.

В 1855 году во время Крымской войны к Бердянску подошла англо-французская эскадра и обстреляла город с кораблей.
Город был почти полностью разрушен, а все портовые сооружения были сожжены или выведены из строя.

В 1862 году в Бердянск из Орехова перевели земское уездное училище.

В 1864—1865 годах появился телеграф.

24 марта 1868 для защиты судов в порту от штормов был построен волнорез.

В 1872 году земское уездное училище преобразовано в мужскую классическую гимназию.

В 1874 году были открыты следующие учебные заведения: женская гимназия, женское начальное одноклассное училище и еврейская талмуд-тора.

В 1877 году был построен Верхний Бердянский маяк.

В 1880—1890-е годы XIX века в городе открылись новые производства: кожевенное и консервное.
Также открылись канатно-шпагатная и колбасная фабрики, пивоваренный завод, типография.
Значительно увеличился выпуск кирпича и черепицы.
Построена и введена в строй электростанция.

В 1896 году в Бердянске основан первый в России кредитный союз.

В 1897 году в городе около десяти православных храмов, две еврейские и одна караимская синагоги, имеются мужская и женская гимназии, мореходные классы, городское училище, а также несколько кредитных учреждений.

В 1898 году кардинальная реконструкция порта — деревянные причалы в порту были заменены каменными, заново построен мол.

В 1899 году для обеспечения порта транзитными грузами, увеличения торговли и развития транспортных путей, ведущих к Бердянску, была проложена железная дорога из Бердянска к станции Чаплино.

### Первая половина XX века
В 1902 году началась телефонизация города. Построенная франко-бельгийским акционерным обществом электростанция обеспечивала электроэнергией дома в центральной части города. В течение 1904—1905 годов в порту производились дноуглубительные работы, был прорыт судоходный канал для того чтобы в порт смогли прибывать суда с большей осадкой и следовательно грузоподъёмностью.
В 1905 году начало работать реальное училище. В 1913 году в городе было 20 школ, действовали три клуба, городской театр, библиотека, три иллюзиона.
В 1917 году акционерное общество «Матиас» начало строить в Бердянске аэропланный завод. Ежегодное посещение судами морского порта составило 350—360 судов.
14 октября 1917 года рабочими заводов АО «Матиас» принята резолюция № 17 о взятии власти в городе Советами Весной 1919 года Бердянск заняли махновцы, сформировавшие там небольшую флотилию из трёх судов.
В 1924 году Первомайский завод (бывший Гриевза) начал выпускать сельскохозяйственные машины.
В 1925 году начали работать педагогический и механический техникумы. В 1930 году были построены и приняли своих первых посетителей краеведческий и художественный музеи. В 1933 году открыли педагогический институт.
В 1937 году вступила в строй городская электростанция. Крекинг-завод выдал свою первую продукцию — автомобильный бензин и мазут.
В 1940 году в Бердянске действовали 20 санаториев и домов отдыха, работали 12 клубов, 7 кинотеатров, 4 парка.

### Великая Отечественная война
7 октября 1941 года Бердянск был оккупирован германскими войсками.
В период оккупации в Мерликовой балке находился концентрационный лагерь для советских военнопленных.
Гитлеровцы вывезли на работы в нацистскую Германию 11,5 тысяч жителей города.
17 сентября 1943 года освобождён от гитлеровских германских войск советскими войсками Южного фронта и силами Черноморского флота в ходе Донбасской операции:
- 28-й армии в составе: 130-й сд (полковник Сычев, Константин Васильевич) 37-го ск (генерал-майор Горохов, Сергей Фёдорович); части войск 1-го гв. укреплённого района (полковник Саксеев, Пётр Иванович).
- 8-й воздушной армии в составе: 2-й гв. нбад (генерал-майор авиации Кузнецов, Павел Осипович), 9 гв. иад (полковник Дзусов, Ибрагим Магометович).
- Черноморский флот: 384-й отдельный батальон морской пехоты (капитан Котанов, Фёдор Евгеньевич); Азовская военная флотилия в составе: 369-го отдельного батальона морской пехоты (майор Рудь, Яков Аполлонович), 1-го гв. ДБКА (капитан-лейтенант Потапов, Лев Павлович), Отдельного отряда кораблей (капитан 3 ранга Тетюркин, Филипп Васильевич); 23-го штурмового авиаполка (майор Чепов, Александр Иванович).[4]

С тех пор ежегодно 17 сентября в городе празднуется День освобождения Бердянска.

### Послевоенные годы и вторая половина XX века
В 1944 году начато восстановление Бердянского аэропорта. Начальником был назначен Маслов Илья Павлович, который руководил аэропортом 16 лет.
В 1948—1951 был построен и введён в эксплуатацию кабельный завод «Азовкабель».
В 1958 году в Бердянске вступил в строй завод стекловолокна, оснащённый
новейшей техникой того времени.

В 1963 году для решения проблемы водоснабжения города, на реке Берде создано водохранилище.

В 1971 году был построен крупный винокомбинат.

В 1973 году была начата газификация Бердянска — к городу подведена линия природного газа.

В 1977 году проведено торжественное празднование 150-летия города.
Был построен универмаг на 150 рабочих мест.

В 1978 году на северной окраине города в селе Нововасильевка был раскопан Бердянский курган.

Это был один из немногих уцелевших доныне скифских царских курганов, возраст которого датируется серединой IV века до н. э.

В 1986 году было начато строительство Бердянского водовода, предназначенного для подачи в город днепровской воды.

В 1993 году в Бердянске открыт Азовский региональный институт управления.

### XXI век
В июне 2002 года в городе начала функционировать муниципальная милиция.
1 сентября 2004 года было завершено 18-летнее строительство 175-километрового Бердянского водовода от Каховского магистрального канала Р-9 (идущего от реки Днепр) до Бердянска — у города появился источник водоснабжения, удовлетворяющий требованиям, предъявляемым к питьевой воде.
11 января 2005 года Верховная рада Украины присвоила городу статус курорта государственного значения.
Бердянск является местом дислокации Бердянского пограничного отряда ГПСУ.
1 июня 2006 года в начале Бердянской косы был открыт самый большой на Украине аквапарк — первая масштабная стройка нового объекта туристической инфраструктуры в городе с начала 1990-х годов.
27 февраля 2022 года  город оккупировали российские войска в ходе вторжения на Украину.

## Изменения имени города
В 1827 году начато строительство Бердянской пристани. К этому времени на территории современного города существовал посёлок Берды (у основания косы) и ногайский аул под названием Кутур-Оглы.

В 1830 году завершено строительство Бердянской пристани. Выросший возле пристани посёлок получил полуофициальное название Ново-Ногайск.
Приставкой Ново- в названии город обязан соседнему городу Ногайску (с 1964 г. посёлок городского типа Приморское, с 1967 г. — город Приморск), построенному несколькими годами ранее.
А слово Ногайск было образовано от названия народа, преимущественно населявшего в то время эту территорию, — кочевой народ ногайцы.

1 января 1841 года специальным указом царя Николая I город был переименован в Бердянск.

С 1939 по 1958 год город называется Осипенко в честь героя Советского Союза, лётчицы Осипенко Полины Денисовны.

С 1958 года — снова Бердянск.
Нынешним названием город обязан реке Берда, сформировавшей Бердянскую косу, у основания которой и расположен город.

## Население
В 1838 году, через 11 лет после основания, население составило 3,2 тыс. человек.

В 1897 году, через 60 лет после основания, население увеличилось до 26,5 тыс. человек.

Состав населения: 858 дворян, 97 лиц духовного звания, 366 купцов, более 1000 иностранных подданных. В городе проживали (по родному языку): 17 502 русские, 4 115 украинцы, 2 771 евреи, 733 немцы, 418 греки, 290 татары.
Насчитывалось около 19 тыс. рабочих, ремесленников, мелких торговцев и членов их семей, 4815 крестьян.

В 1913 году в Бердянске проживало 35 тыс. человек.

В 1940 году — 55 тыс. человек.

В 1976 году — 117 тыс. человек.

Согласно переписи 1989 года население Бердянска составляло 133 тыс. человек.

Согласно переписи 2001 года — 122 тыс.